# Brand (Ortsname)
Brand ist ein Ortsname oder ein Teil eines Ortsnamens, der auf die Rodungsmethode der Erstsiedler bei der Urbarmachung eines Ortes zurückgeht.

## Namenkunde
Brand ist ein Rodungsname (Brandrodung) und datiert ins Hochmittelalter zwischen dem 11. und 13. Jahrhundert. Selten sind auch Brandereignisse späterer Zeit als Namensgeber möglich. Ausgangswort ist mittelhochdeutsch brant, althochdeutsch prant.
Es gibt -brand auch als Zweitglied eines Ortsnamens wie z. Bsp. in Langenbrand, Hinterbrand, Hochbrand, Wüstenbrand, Engelsbrand und Ähnlichem.

## Ortsnamen

### Deutschland
Baden-Württemberg:
- Brand (Kirchzarten), Ortsteil der Gemeinde Kirchzarten, Landkreis Breisgau-Hochschwarzwald
- Brand (Obergröningen), Wohnplatz der Gemeinde Obergröningen, Ostalbkreis
- Brand (Schönau im Schwarzwald), Ortsteil der Stadt Schönau im Schwarzwald, Landkreis Lörrach
- Brand (Schönwald im Schwarzwald), Ortsteil der Gemeinde Schönwald im Schwarzwald, Schwarzwald-Baar-Kreis
- Brand (Klettgau), Ortsteil der Gemeinde Klettgau, Landkreis Waldshut

Bayern:
- Brand (Altusried), Ortsteil des Marktes Altusried, Landkreis Oberallgäu
- Brand (Auerbach), Ortsteil der Gemeinde Auerbach, Landkreis Deggendorf
- Brand (Dietersburg), Ortsteil der Gemeinde Dietersburg, Landkreis Rottal-Inn
- Brand (Eckental), Ortsteil der Gemeinde Eckental, Landkreis Erlangen-Höchstadt
- Brand (Erdweg), Ortsteil der Gemeinde Erdweg, Landkreis Dachau
- Brand (Eurasburg), Ortsteil der Gemeinde Eurasburg, Landkreis Aichach-Friedberg
- Brand (Forstern), Ortsteil der Gemeinde Forstern, Landkreis Erding
- Brand (Füssen), Ortsteil der Gemeinde Füssen, Landkreis Ostallgäu
- Brand (Gefrees), Wohnplatz der Stadt Gefrees, Landkreis Bayreuth, Bayern
- Brand (Haag in Oberbayern), Ortsteil des Marktes Haag i.OB, Landkreis Mühldorf am Inn
- Brand (Haundorf), Ortsteil der Gemeinde Haundorf, Landkreis Weißenburg-Gunzenhausen
- Brand (Hauzenberg), Ortsteil der Stadt Hauzenberg, Landkreis Passau
- Brand (Johanniskirchen), Ortsteil der Gemeinde Johanniskirchen, Landkreis Rottal-Inn
- Brand (Königsdorf), Ortsteil der Gemeinde Königsdorf, Landkreis Bad Tölz-Wolfratshausen
- Brand (Konradsreuth), Ortsteil der Gemeinde Konradsreuth, Landkreis Hof
- Brand (Kraiburg am Inn), Ortsteil des Marktes Kraiburg am Inn, Landkreis Mühldorf am Inn
- Brand (Kronach), Wohnplatz des Ortsteils Gehülz der Stadt Kronach, Landkreis Kronach
- Brand (Maitenbeth), Ortsteil der Gemeinde Maitenbeth, Landkreis Mühldorf am Inn
- Brand (Markt Indersdorf), Ortsteil des Marktes Markt Indersdorf, Landkreis Dachau
- Brand (Marktredwitz), Ortsteil der Stadt Marktredwitz, Landkreis Wunsiedel im Fichtelgebirge
- Brand (Naila), Ortsteil der Stadt Naila, Landkreis Hof
- Brand (Nittendorf), Ortsteil des Marktes Nittendorf, Landkreis Regensburg
- Brand (Oberpfalz), eine Gemeinde im Oberpfälzer Landkreis Tirschenreuth
- Brand (Passau), Ortsteil der kreisfreien Stadt Passau
- Brand (Riedering), Ortsteil der Gemeinde Riedering, Landkreis Rosenheim
- Brand (Ruhpolding), Ortsteil der Gemeinde Ruhpolding, Landkreis Traunstein
- Brand (Sauerlach), Ortsteil der Gemeinde Sauerlach, Landkreis München
- Brand (Schechen), Ortsteil der Gemeinde Schechen, Landkreis Rosenheim
- Brand (Scheidegg), Ortsteil des Marktes Scheidegg, Landkreis Lindau (Bodensee)
- Brand (Söchtenau), Ortsteil der Gemeinde Söchtenau, Landkreis Rosenheim
- Brand (Uffing am Staffelsee), Ortsteil der Gemeinde Uffing am Staffelsee, Landkreis Garmisch-Partenkirchen
- Brand (Winzer), Ortsteil des Marktes Winzer, Landkreis Deggendorf

Brandenburg
- Brand (Halbe), Ortsteil von Briesen in der Gemeinde Halbe im Landkreis Dahme-Spreewald
- Waldow/Brand, Ortsteil im Amt Unterspreewald in der Gemeinde Schönwald im Landkreis Dahme-Spreewald

Hessen
- Brand (Hilders), Ortsteil der Gemeinde Hilders, Landkreis Fulda, in der Rhön

Niedersachsen:
- Hollen-Brand, Ortsteil in der Gemeinde Saterland im Landkreis Cloppenburg

Nordrhein-Westfalen:
- Brand (Aachen), Stadtbezirk von Aachen
- Brand (Solingen), Ortslage in der kreisfreien Stadt Solingen

Sachsen:
- Brand (Brand-Erbisdorf), Ortsteil der Stadt Brand-Erbisdorf, Landkreis Mittelsachsen
- Brand (Wüstung), Wüstung in der Gemeinde Krauschwitz, Landkreis Görlitz
- Brand (Zwickau), Stadtteil der Stadt Zwickau

### Österreich
- Brand (Vorarlberg), Gemeinde im Bezirk Bludenz

- Brand (Gemeinde Brand-Laaben), Katastralgemeinde und Ortsteil von Brand-Laaben, Bezirk Sankt Pölten-Land, Niederösterreich
- Brand (Gemeinde Brand-Nagelberg), Katastralgemeinde und Ortsteil der Marktgemeinde Brand-Nagelberg, Bezirk Gmünd, Niederösterreich
- Im Brand, Rotte im Hofamt Priel, Bezirk Melk, Niederösterreich
- Am Brand (Gemeinde Kaltenleutgeben), Siedlung in Kaltenleutgeben, Bezirk Mödling, Niederösterreich
- Brand (Gemeinde Waldegg), Rotte von Waldegg, Bezirk Wiener Neustadt-Land, Niederösterreich
- Brand (Gemeinde Waldhausen), Katastralgemeinde von Waldhausen, Bezirk Zwettl, Niederösterreich
- Am Brand (Gemeinde Weissenbach), Siedlung bei Weissenbach an der Triesting, Bezirk Baden, Niederösterreich
- Am Brand (Gemeinde Yspertal), Rotte in Nächst Altenmarkt, Gemeinde Yspertal, Bezirk Baden, Niederösterreich

- Brand (Gemeinde Burgkirchen), Ortschaft von Burgkirchen, Bezirk Braunau am Inn, Oberösterreich
- Brand (Gemeinde Naarn), Ortsteil von Naarn im Machlande, Bezirk Perg, Oberösterreich
- Brand (Gemeinde Pettenbach), Ortsteil von Pettenbach, Bezirk Kirchdorf, Oberösterreich

- Brand (Gemeinde Saalbach-Hinterglemm), Rotte in der Gemeinde Saalbach-Hinterglemm, Bezirk Zell am See, Land Salzburg
- Brand (Gemeinde St. Johann), Ortslage von St. Johann im Pongau, Bezirk St. Johann im Pongau, Land Salzburg
- Brand (Gemeinde Werfen), Ort bei Werfen, Bezirk St. Johann im Pongau, Land Salzburg

- Brand (Gemeinde Anger), Ortschaft von Anger, Bezirk Weiz, Steiermark

- Brand (Gemeinde Berwang), Ortschaft von Berwang, Bezirk Reutte, Tirol
- Brand (Gemeinde Ebbs), Ortschaft von Ebbs, Bezirk Kufstein, Tirol
- Brand (Gemeinde Telfs), Ortschaft von Telfs, Bezirk Innsbruck-Land, Tirol

### Historisch
Polen:
- Polana, Ortsteil der Gemeinde Węgliniec (Brand bei Rauscha)
- Spalona (Bystrzyca Kłodzka) (Brand bei Habelschwerdt)

Tschechische Republik:
- Milíře (Rozvadov), Ortsteil von Rozvadov (Brand bei St. Katharinen)
- Žďár nad Orlicí (Brand an der Adler)
- Milíře (Brand bei Tachau)
- Žďár u Tachova, Ortsteil von Chodský Újezd (Brand bei Plan)
- Žďár, Ortsteil von Ždírec u Blovic (Brand bei Blowitz)
- Žďár, Ortsteil von Nalžovské Hory (Brand bei Planitz)
- Žďár nad Metují (Brand an der Mettau)
- Žďár, Ortsteil von Brzice (Brand bei Böhmisch Skalitz)
- Paseka, Wüstung, zu Deštné v Orlických horách gehörig (Brand bei Rokitnitz)
- Žďáry, Ortsteil von Hvozd u Rakovníka (Brand bei Rakonitz)
- Žďár, Ortsteil von Tanvald (Brand bei Tannwald)

siehe auch Žďár, Žďáry

## Flurnamen
- Brand (gemeindefreies Gebiet), Waldgebiet im Landkreis Donau-Ries
- Brand (Naturschutzgebiet), Landkreis Celle und Region Hannover
- Brand (Sächsische Schweiz), Felsplateau

## Straßennamen
- Brand, Straße in Frankfurt-Höchst, erinnert an den Stadtbrand von 1778

- Karte mit allen verlinkten Seiten:
- OSM |
- WikiMap